# Massa inercial

Esquema de l'augment de la massa inercial en funció de la velocitat. c és la velocitat de la llum.

En física, la massa inercial o massa inerta és una mesura de la resistència d'una massa al canvi de velocitat en relació amb un sistema de referència inercial. En física clàssica, la massa inercial de partícules puntuals es defineix mitjançant la següent equació:
{\displaystyle m_{i}a_{i1}=m_{1}a_{1i}\,}
on la partícula «un» es pren com la unitat ({\displaystyle m_{1}=1\,}); {\displaystyle m_{i}\,} és la massa inercial de la partícula {\displaystyle i\,}; {\displaystyle a_{i1}\,} és l'acceleració inicial de la partícula {\displaystyle i\,}, en la direcció de la partícula {\displaystyle i\,} cap a la partícula {\displaystyle 1\,}, en un volum ocupat només per partícules {\displaystyle i\,} i {\displaystyle 1\,}, on ambdues partícules estan inicialment en repòs i a una distància unitat.
No hi ha forces externes, tot i que les partícules exerceixen força les unes en les altres.